# Spiegelrotschwanz

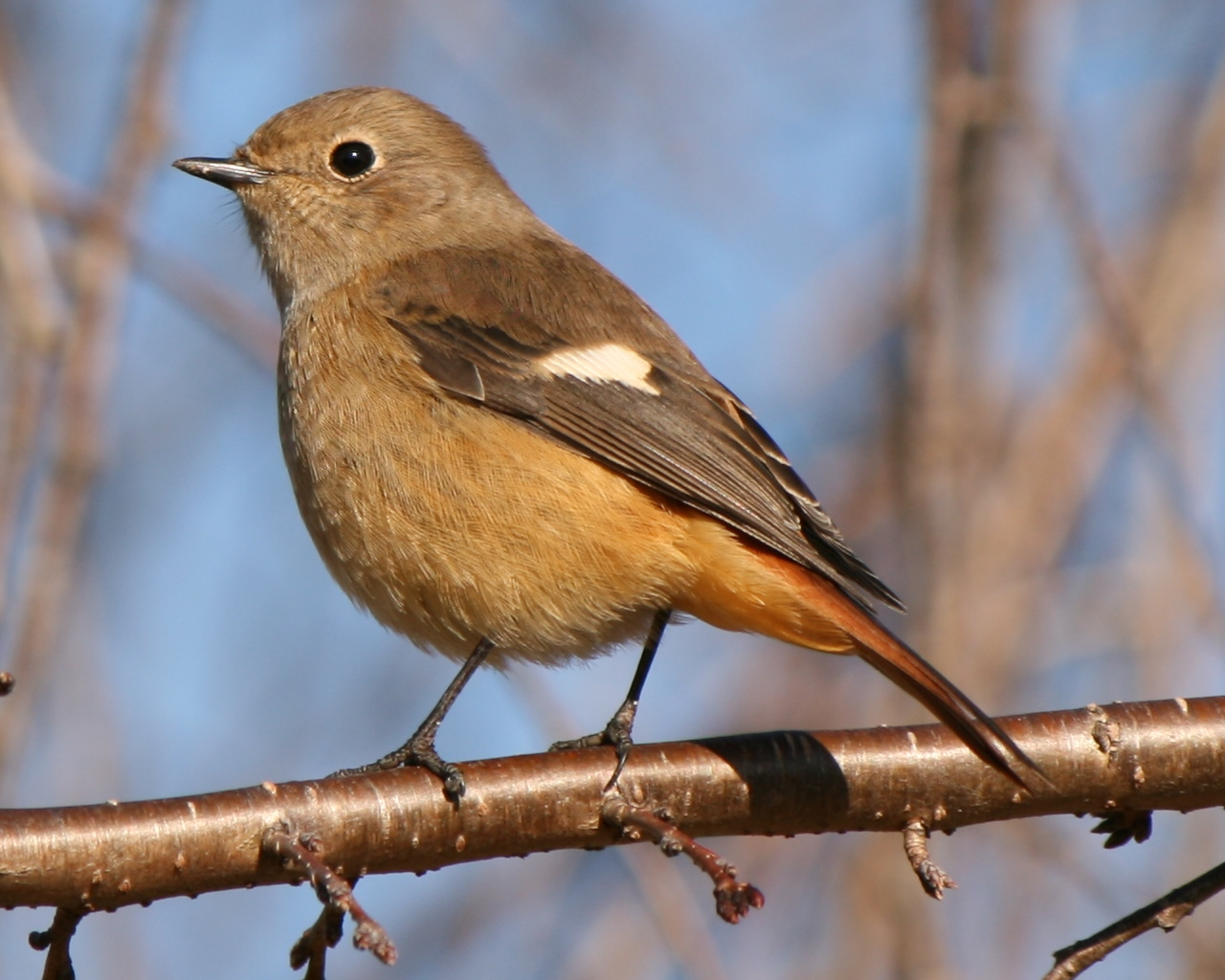
Spiegelrotschwanzweibchen

Der Spiegelrotschwanz (Phoenicurus auroreus) ist eine Vogelart aus der Gattung der Rotschwänze.

## Systematik
Diese Spezies gehört zu einem eurasischen Ast, der auch den Hausrotschwanz, den Feldrotschwanz und den Riesenrotschwanz umfasst, die vermutlich besonders nahe mit dem Spiegelrotschwanz verwandt sind, sowie möglicherweise den Alaschan-Rotschwanz. Diese entwickelten sich gegen Ende des Spätpliozän bzw. zu Beginn des Frühmiozän, d. h. vor etwa drei bis 1,5 Millionen Jahren, auseinander.

## Verbreitung
Das Verbreitungsgebiet liegt in Ostasien und erstreckt sich vom Baikalsee bis Korea und südwärts bis nach Zentralchina. Im Westen grenzt es an das Areal der Superspecies Phoenicurus erythronotus.